# دنيس برات
دنيس برات (Dennis Praet) (14 مايو 1994 في لوفان في بلجيكا – )؛ هو لاعب كرة قدم كان يلعب كلاعب. يلعب مع منتخب بلجيكا لكرة القدم منذ عام 2014.

## وصلات خارجية
- دنيس برات على موقع الاتحاد الدولي (مؤرشف)  (الإنجليزية)
- دنيس برات على موقع الاتحاد الأوربي (الإنجليزية)
- دنيس برات على موقع الاتحاد البلجيكي (الإنجليزية)
- دنيس برات على موقع إي إس بي إن إف سي (الإنجليزية)
- دنيس برات على موقع قاعدة بيانات كرة القدم.إي يو (الإنجليزية)
- دنيس برات على موقع ليكيب (الفرنسية)
- دنيس برات على موقع ناشيونال فوتبول تيمز (الإنجليزية)
- دنيس برات على موقع Soccerbase.com (لاعب) (الإنجليزية)
- دنيس برات على موقع Soccerway.com (الإنجليزية)
- دنيس برات على موقع عالم كرة القدم.نت (الإنجليزية)